# RN2 (Benin)
De RN2 of Route nationale 2 is een nationale weg in het zuiden van het Afrikaanse land Benin. De weg loopt van Comè via Lokossa naar Aplahoué. In Comè sluit de weg aan op de RNIE1 naar Cotonou en Lomé en in Aplahoué op de RNIE4 naar Abomey en Notsé.
De RN2 is ongeveer 80 kilometer lang en loopt door de departementen Mono en Couffo. 